# Раш Тауншип (округ Дофін, Пенсільванія)
Раш Тауншип (англ. Rush Township) — селище (англ. township) в США, в окрузі Дофін штату Пенсільванія. Населення — 228 осіб (2020).

## Демографія
Згідно з переписом 2010 року, у селищі мешкала 231 особа в 96 домогосподарствах у складі 60 родин. Було 105 помешкань
Расовий склад населення:
| - 99,1 % — білих |

До двох чи більше рас належало 0,0 %. Частка іспаномовних становила 1,7 % від усіх жителів.
За віковим діапазоном населення розподілялося таким чином: 24,7 % — особи молодші 18 років, 57,1 % — особи у віці 18—64 років, 18,2 % — особи у віці 65 років та старші. Медіана віку мешканця становила 42,2 року. На 100 осіб жіночої статі у селищі припадало 126,5 чоловіків;  на 100 жінок у віці від 18 років та старших — 112,2 чоловіків також старших 18 років.
Середній дохід на одне домашнє господарство  становив 84 218 доларів США (медіана — 78 125), а середній дохід на одну сім'ю — 96 361 долар (медіана — 86 250). Медіана доходів становила 61 146 доларів для чоловіків та 51 161 долар для жінок. За межею бідності перебувало 0,9 % осіб, у тому числі 0,0 % дітей у віці до 18 років та 5,4 % осіб у віці 65 років та старших.
Цивільне працевлаштоване населення становило 142 особи. Основні галузі зайнятості: виробництво — 17,6 %, освіта, охорона здоров'я та соціальна допомога — 14,1 %, роздрібна торгівля — 12,7 %, оптова торгівля — 11,3 %.